# Günther K. F. Schultze
Günther Karl Friedrich Schultze (auch Günter; * 24. August 1896 in Heringsdorf; † 1. Mai 1945 in Greifswald) war ein deutscher Gynäkologe und Leiter der Frauenklinik und Hebammenschule der Universität Greifswald.

## Leben
Schultze trat nach dem Abitur 1913 in ein Dragonerregiment ein. Er nahm als Kriegsfreiwilliger am Ersten Weltkrieg teil, zuletzt als Leutnant der Reserve. Nach Kriegsende beteiligte er sich an der Niederschlagung des  Spartakusaufstandes und der Münchner Räterepublik und gehörte der Marine-Brigade Ehrhardt an, mit der er auch am Kapp-Putsch teilnahm. Von 1919 bis zum Examen 1922 studierte er Medizin an den Universitäten Heidelberg und Berlin. 1923 wurde er mit einer Dissertation über Hormonnachweis in Urin und Blut promoviert. Er war ab 1923 Assistent an der Berliner Universitätsfrauenklinik und nach der Habilitation 1930 Privatdozent in Berlin (Habilitationsschrift: Die Bewegungen der nicht schwangeren menschlichen Gebärmutter im Röntgenbild). 1933 wurde er zweiter, 1934 erster Oberarzt unter dem Direktor Walter Stoeckel. 1934 erfolgte auch seine Ernennung zum nicht planmäßigen außerordentlichen Professor (ab 1937 planmäßiger außerordentlicher Professor), 1938 erhielt er einen Ruf als Professor für Frauenheilkunde an die Greifswalder Universitätsfrauenklinik. Dort lehrte er bis 1945. Außerdem war er Leiter der Hebammenlehranstalt in Greifswald.
Schultze war ein Spezialist für Behandlungen wegen Unfruchtbarkeit, entwickelte die Röntgendiagnostik weiter und entwickelte das Hysterosalpingographiegerät. An der Charité befasste er sich auch mit Strahlentherapie bei Gebärmutterkrebs und Blutungen der Geschlechtsorgane. Auf dem Deutschen Gynäkologenkongress in München 1935 präsentierte er seine „Untersuchung von über 800 sterilen Ehen, die in der Sterilitätssprechstunde der Universitätsfrauenklinik Berlin in den Jahren 1926–34 zur Behandlung kamen“. Er forschte in Greifswald über Auswirkungen von Hormonen auf die Sterilität und Fruchtbarkeit von Frauen und sah die Bekämpfung der Unfruchtbarkeit als Beitrag zur „positiven Eugenik“. Auf einer Tagung Reichsdeutscher Urologen 1936 sprach er über die an der Berliner Universitätsfrauenklinik angewandte Sterilisationspraxis. In einem geheimen Schreiben des Leiters der Dienststelle des Reicharztes SS und Polizei, Ernst Grawitz, im Mai 1941 an den Persönlichen Stab des Reichsführers SS wurde Schultzes Name in einer „Aufstellung der mit Behandlung weiblicher Unfruchtbarkeit nach der Methode Prof. Clauberg beauftragten Fachkräfte“ genannt. Es ist aber nicht klar, ob dies die Mitwirkung an Claubergs KZ-Experimenten zu Zwangssterilisationen bedeutet. Er gehörte zu den Beratern der Aktion Lebensborn.
Er trat 1933 in die NSDAP (Mitgliedsnummer 3.077.691) und 1934 (mit der gesamten Brigade Ehrhardt, in die er 1933 wieder eintrat) in die SS (Mitgliedsnummer 235.448) ein, wo er 1938 bis zum SS-Hauptsturmführer aufstieg. 1937 wurde er in der Armee Oberarzt der Reserve. 1938 wurde er bei der SS Brigadeführer und Führer der Sanitätsabteilung Ost, dann Führer der Sanitätsabteilung im SS-Hauptamt. Von 1942 bis 1945 war Schultze Dozentenbundführer und Leiter der Dozentenschaft an der Universität Greifswald. Von 1943 bis 1945 amtierte er als Dekan der Medizinischen Fakultät Greifswald.
Schultze verübte mit seiner Ehefrau Selbstmord am 1. Mai 1945 (Morphiuminjektion). Grund waren die Massenvergewaltigungen durch die Rote Armee an der Universitätsfrauenklinik Greifswald. Das Paar hatte vier Kinder.